# Ермолаева, Ольга Юрьевна
Ольга Юрьевна Ермолаева (род. 3 февраля 1947, Сталинск) — русская поэтесса и журналистка. Заведует отделом поэзии журнала «Знамя» (с 1978 года).

## Биография
Ольга Ермолаева родилась 3 февраля 1947 года в Сталинске (ныне Новокузнецке) в семье учительницы. Четыре детских года провела в посёлке Подтёсово в Енисейском районе Красноярского края, далее — на дальневосточной станции Бира (ныне Облученский район Еврейской автономной области). Работала маршрутной рабочей в геологической приисково-разведочной партии на Сихотэ-Алине и воспитательницей в детском доме для «трудных детей». Долгое время занималась журналистикой — в 1970 году работала в Хабаровском телерадиокомитете, в 1971–1972 гг. — руководителем кукольного театра в Хабаровске, в 1972–1978 гг. — журналистом в районной газете.
В 1975 году окончила факультет театральной режиссуры Московского института культуры. С 1978 года заведует отделом поэзии журнала «Знамя», в том же году вышла первая книга стихов «Настасья» (1978), затем — «Товарняк» (1984). В 1980 году — член Союза писателей СССР. Публиковалась в журнале «Новый мир», «Дети Ра», «Звезда»; в альманахе «Поэзия» и др. Живёт в Москве.
Заведующая отделом поэзии толстого литературного журнала «Знамя», ведёт семинары поэзии в рамках форума молодых писателей «Липки».

## Творчество
О стихах Ермолаевой писали Анатолий Жигулин, Владимир Солоухин. «Невыплаканностью эпической печали» охарактеризовал поэзию Ермолаевой Геннадий Красников.
Поэт Юрий Беликов отмечал:

Через её «родовспомогающие» руки проходили стихи Леонида Мартынова, Варлама Шаламова, Бориса Слуцкого, Арсения Тарковского, Булата Окуджавы, Новеллы Матвеевой, Андрея Вознесенского, Беллы Ахмадулиной, да всех, чьи ставшие классикой имена ни назови. А подборки стихов Юрия Казарина и Бориса Рыжего!.. <…> Свидетельствую: все главные редакторы и завотделами поэзии ведущих литературных журналов столицы — от «Юности» до «Нового мира» — регулярно печатали и печатают на страницах подведомственных им изданий собственные произведения. Ермолаева же за время служения русской поэзии не опубликовала в «Знамени» ни одного своего стихотворения. А сами-то её стихи волнуют память: «Я тоже в Москву в лапоточках пришла за рыбным обозом из дали безвестной!..», «Не страшно, Володя, что нету любви, а страшно — товарища нету», «И постыл смехотворный печатный успех, и так страшно, что скажет народ».

Критик Борис Кутенков утверждает: «Ермолаева пишет стихи, которые рождаются как выдох энергии, поражающей кумулятивным воздействием и заражающей интонацией — после них хочется писать самому. Творчество Ермолаевой — действительно настоящего, а не придуманного пиаром поэта, — заслуживает того, чтобы находиться на равных правах с завсегдатаями поэтических разделов толстых журналов».

## Цитата
Кровную связь с народом и жизнью (не побоимся этих слов), зоркость поэтического глаза и точность поэтической формулировки Ольга Ермолаева обогащает большей глубиной, серьёзностью мысли, возмужалостью (если можно сказать так про женщину) души… 
— Владимир Солоухин.

Её стихи гражданственны и не в сусальном («ура! ура!») смысле, а по-настоящему… 
— Анатолий Жигулин.